# اچ‌ام‌اس پورکیوپاین (۱۷۷۷)
اچ‌ام‌اس پورکیوپاین (۱۷۷۷) (به انگلیسی: HMS Porcupine (1777)) یک کشتی بود که طول آن ۱۱۴ فوت ۳ اینچ (۳۴٫۸۲ متر) بود. این کشتی در سال ۱۷۷۷ ساخته شد.